# Felsődraskóc
Felsődraskóc (szlovákul Horné Držkovce, németül: Oberderschkowitz) Nagydraskóc településrésze, korábban önálló falu Szlovákiában, a Trencséni kerületben, a Báni járásban.

## Fekvése
Bántól 9 km-re nyugatra fekszik. Nagydraskóc kisebbik, nyugati részét alkotja.

## Története
Draskóc települést 1400-ban említik „Dersk” alakban először. Draskóc először a 15. században jelenik meg két külön faluként.
1515-ben Felsődraskóc „Felsew Derskfalva” néven tűnik fel. 1598-ban 15 ház állt a faluban. Az 1784-es népszámlálás szerint 31 házában 155 lakos élt. A 17.–18. században több nemesi család birtoka volt.
A 18. század végén Vályi András így ír róla: „Felső Drskotz, Horne Drskovtze. Tót falu Trentsén Vármegyében, Kis Radnához nem meszsze, az előbbeninek szomszédságában, birtokosai külömbféle Urak, lakosai katolikusok, határja középszerű, fája mind a’ kétféle elég, legelője hasonlóképen, második Osztálybéli.”
1828-ban 16 háza és 146 lakosa volt.
Fényes Elek 1851-ben kiadott geográfiai szótárában így ír a faluról: „Felső-Draskócz, Trencsén m. tót falu, ez is nemes helység. 93 kath. lak.”
1910-ben 72, túlnyomórészt szlovák lakosa volt. A trianoni békéig Trencsén vármegye Báni járásához tartozott.
1976-ban egyesítették Alsódraskóccal és Csuklásszal.

## Nevezetességei
- 1900-ban épített kápolnája.

## Külső hivatkozások
- Felsődraskóc Szlovákia térképén

## Lásd még
- Nagydraskóc
- Alsódraskóc
- Csuklász